# The Traceelords
The Traceelords waren eine deutsche Rockband aus Hagen in Westfalen. Der Name der Gruppe ist offensichtlich angelehnt an die US-amerikanische Pornodarstellerin Traci Lords, deren Name wiederum eine Abwandlung der Katharine-Hepburn-Rolle Tracy Lord im Film The Philadelphia Story ist.

## Bandgeschichte
Sänger und Gitarrist Andy Brings spielte früher bei Sodom und betrieb später mit dem Schlagzeuger Haan Hartmann in Hagen ein Musikstudio.
Zuvor erschien als „Andy Brings Band“ auf einem Rock-Hard-Sampler ein erster Solosong. Es folgte die Umbenennung in „Andy & The Traceelords“ sowie die Veröffentlichung der CD Pussy! (am Schlagzeug: Jörg Michael von Stratovarius). Erst dann kreuzten sich die Wege von Brings und Hartmann. Danach folgte ein Beitrag zum Kiss Deutschland Tribute-Album und ein Plattenvertrag mit dem ersten Album Sex, Money, Rock'n'Roll, welches zweimal veröffentlicht wurde, einmal von der Band selber und einmal von Massacre Records. Es enthielt größtenteils Neueinspielungen der zuvor von Andy Brings alleine veröffentlichten Songs.
Danach stieß Slick Prolidol, der zuvor als Sänger bei der Erlanger Band Bullig tätig war, als Bassist hinzu.
Nach vielen Konzerten, darunter einer Tour mit Twyster Ende 2001, und einem weiteren Tribute-Beitrag (diesmal Motörhead) wurde das Plattenlabel Roadrunner Records auf The Traceelords aufmerksam. Sie wurden die erste deutsche Band, die seit über zehn Jahren bei Roadrunner Records verpflichtet wurde. 2004 erschien dann das Album Refuse to Kiss Ass, die Maxime der Band.
Den Pressetext der Band zum Album schrieb damals Christof Leim von der Musikzeitschrift Metal Hammer und Guitar, der später auf Wunsch von Andy Brings selbst Bandmitglied wurde und Mirko Salipahic ersetzte. Es folgten Touren mit den Dirty Americans, Alice Cooper sowie Whitesnake und J.B.O.
2005 tourte die Band erneut mit J.B.O., außerdem spielte sie Konzerte mit Anathema, Finntroll und Marky Ramone.
Im Mai 2006 erschien das dritte Album The Ali of Rock bei der Plattenfirma AFM Records in Europa und bei Locomotive in Nordamerika.
Zum Song My Evil Girlfriend wurde erstmals ein Videoclip veröffentlicht.
Im September 2006 folgten einige Konzerte als Support von Ted Nugent und Bela B.
Am 30. Dezember 2006, kurz nach ihrem Warm-up-Auftritt für das Silvester-Konzert der Ärzte, löste Andy Brings die von ihm gegründete Band auf. Während Andy Brings ein Solo-Projekt startete, haben Slick und Haan die Band Slick's Kitchen gegründet. Leim stieg schon vor der Auflösung der Traceelords bei den deutschen Hard-Rockern Sinner ein und gründete später die Heavy Rock-Band The New Black.

## Stil
Der Stil der Musik paart Glam Rock mit Blasinstrumenten und Schifferklavier, Poser-Metal und Rock; Vergleiche mit Kiss, The Sweet, und Chris Norman können gezogen werden.

## Diskografie

### Alben
- 1998: Pussy! (als Andy & The Traceelords, Eigenveröffentlichung)
- 2000: Sex, Money, Rock'n'Roll (Massacre Records)
- 2004: Refuse to Kiss Ass (Roadrunner Records)
- 2006: The Ali of Rock (AFM Records)

### Sonstige
- 1999: I Want You, Samplerbeitrag zu KISS Deutschland – a Tribute To Kiss (Weserlabel)
- 2003: Please Don't Touch, Samplerbeitrag zu Motörmorphosis – a Tribute to Motörhead Part 2 (SMD Remedy)
- 2003: When Exactly?! (4-Track Vinyl-EP, Eigenverlag)
- 2004: Get Out Alive (1-Track Single, Roadrunner Records)